# Can Frare (Santa Cristina d'Aro)
Can Frare és una obra barroca de Santa Cristina d'Aro (Baix Empordà) inclosa a l'Inventari del Patrimoni Arquitectònic de Catalunya.

## Descripció
Construcció formada per l'antiga masia i altres edificacions corresponents a una ampliació posterior. La masia, amb la façana principal orientada a migdia, és coberta a dues vessants, amb el carener perpendicular a la línia de façana. Conserva una garita com a únic element de fortificació, emplaçada a l'angle SE i amb base de pedra i murs de maó. Els murs de la masia són de maçoneria i defineixen una planta rectangular de grans dimensions. El cos principal consta de planta baixa i pis, amb obertures emmarcades amb pedra i gairebé totes allindades.